# كاتي بربري
كاتي باربيري (بالإسبانية: Katie Barberi)‏ ولدت في يوم (22 يناير 1972) في مدينة سالتيو٬ ولاية كواهويلا بالمكسيك٬ وهي ممثلة مكسيكية٬ عملت في العديد من المسلسلات٬ أبرزها مسلسل الحب التائه بدور سيلفانا٬ ومسلسل السعادة المفقودة بدور ريجينا مونتالبان٬ كما ومثلت في مسلسلات أخرى باللغة الإسبانية وباللغة الإنجليزية.

## حياتها وأعمالها

### بداية حياتها
ولدت باربيري في مدينة سالتيو٬ ولاية كواهويلا٬ لأب مكسيكي من أصل إيطالي وأم أمريكية. وبسبب طبيعة مهن كلا والديها٬ ٱرتادت كاتي باربيري مدارس عديدة ومختلفة بين الولايات المتحدة والمكسيك. ولكن طبيعة طفولتها المتقلبة في حالة تعتبر 100% إيجابية. فهي بذلك ٱكتشفت ثقافات٬ نقاط ورؤئا مختلفة بشأن الحياة٬ وٱكتسبت أيضا إحسانا يتضمن فائدة تعلم كلا من اللغة الإسبانية واللغة الإنجليزية.

### أدوار باللغة الإنجليزية
في سن الثانية عشرة عاما٬ أقامت باربيري ووالدتها في لوس أنجلوس٬ كاليفورنيا. وبسرعة أصبحت محترفة تمثيل في التلفزيون٬ الأفلام وعلى خشبة المسرح. وخلال ذلك الوقت٬ ٱنتهزت الفرصة لتكون نجمة أدوار في ثلاثة أفلام من ديزني. وأيضا لعبت دور «ماريا ديلوسي» ل(هيئة الإذاعة الوطنية) في سلسلة حديقة حيوانات برونكس عام 1987٬ وظهرت في فيلم عائلي وThe Garbage Pail Kids Movie.

## أعمالها التلفزية
| العام     | العنوان                            | الدور                         | الملاحظة                    |
| --------- | ---------------------------------- | ----------------------------- | --------------------------- |
| 2012      | القلب الشجاع                       | بيرلا نافاررو دي ساندوفال     | تيليموندو                   |
| 2012      | Grachi                             | أورسولا                       | نكلوديون (أمريكا اللاتينية) |
| 2011      | Mi Corazón Insiste… en Lola Volcán | فيكتوريا دي نورييغا           | تيليموندو                   |
| 2010      | El Fantasma de Elena               | ريبيكا سانتاندير دي غيرون     | تيليموندو                   |
| 2009      | الحب التائه                        | سيلفانا باربوسا دي كاردونا    | تيليموندو                   |
| 2008      | Doña Bárbara                       | سيسيليا فيرجيل                | تيليموندو                   |
| 2007/2008 | La marca del deseo                 | ديغنا سانتيبنياز              |                             |
| 2005      | El amor no tiene precio            | لا تشاكلا/إنغراسيا أليكساندر  |                             |
| 2004      | Inocente de ti                     | مايتي دالماسي ريوندا          |                             |
| 2003      | السعادة المفقودة                   | ريجينا مونتالبان دي سانتاندير |                             |
| 2002      | ¡Vivan los niños!                  | لورينا                        |                             |
| 2001      | سالومي                             | لاورا                         |                             |
| 2000      | Carita de ángel                    | نويليا                        |                             |
| 2000      | La casa en la playa                | فلورينسيا أوريبي              |                             |
| 1999      | لحبك                               | ميراندا نارفايز دي دوران      |                             |
| 1998      | امتياز المحبة ‏                     | باولا                         |                             |
| 1997      | Mi pequeña traviesa                | باميلا                        |                             |
| 1997      | Perdita Durango                    | ستيوارديس                     |                             |
| 1997      | Alguna vez tendremos alas          | إيزابيل أونتيفيروس دي لاماس   |                             |
| 1996      | أكابولكو                           | ماورا                         |                             |
| 1995      | Alondra                            | ريبيكا مونتيس دي أوكا         |                             |
| 1995      | Yanqui indomable                   |                               |                             |

## روابط خارجية
- كاتي بربري على موقع IMDb (الإنجليزية)
- كاتي بربري على موقع ألو سيني (الفرنسية)
- كاتي بربري على موقع أول موفي (الإنجليزية)
- كاتي بربري على موقع قاعدة بيانات الفيلم (الإنجليزية)
- كاتي بربري على موقع كينوبويسك (الروسية)